# Le Chemin de l'énigme
 (juillet 2012).
Si vous disposez d'ouvrages ou d'articles de référence ou si vous connaissez des sites web de qualité traitant du thème abordé ici, merci de compléter l'article en donnant les références utiles à sa vérifiabilité et en les liant à la section « Notes et références ».
Le Chemin de l'énigme (en catalan El camí de l'enigma) est une huile sur toile peinte par Salvador Dalí en 1981 et exposée actuellement au Théâtre-Musée Dali.

## Description
La toile de 140,00 × 94,00 cm est exposée au Théâtre-musée Dalí représente un chemin droit vu en perspective et entourés de sacs qui renforcent cet effet. L'ensemble de la toile est organisée de façon similaire à La Gare de Perpignan. Une ligne de fuite horizontale délimite un sol et un ciel. Au-dessus, au centre se trouve une lune pâle. les couleurs sont froides, bleutées. La couleur des sacs qui est orangée. Sur le sol, certains sacs sont perforés et de l'eau coule des trous. On dirait que les sacs sont attachés comme si existait quelque chose à l'intérieur. Il y a de la brume. Les sacs sont ordonnés en ligne parfaites.